# Distretto di Angasmarca
Il distretto di Angasmarca  è uno degli otto  distretti della provincia di Santiago de Chuco, in Perù. Si trova nella regione di La Libertad e si estende su una superficie di 153,45  chilometri quadrati.